# La marea della morte
La marea della morte (Jeopardy) è un film del 1953 diretto da John Sturges.

## Trama
Doug Stilwin approfitta di un periodo di vacanza per un viaggio, con la moglie Helen e il piccolo Bobby, in un angolo solitario della Baja California, al confine tra Messico e Stati Uniti. Durante una gita al mare, il bambino si avventura su un ponticello sconnesso e Doug, per salvarlo, si trova egli stesso con una gamba impigliata sotto un pesante pilone di legno. Helen, dopo vari tentativi di liberare il marito andati a vuoto, si rende conto di aver bisogno di una robusta corda da legare all'automobile per poter rimuovere il pilone, ma di dover agire in fretta perché tra poche ore l'uomo sarà sommerso dalla marea.
Per procurarsi la corda, Doug le consiglia di ripassare alla stazione di servizio in cui si erano fermati la mattina; qui riesce a ottenere la corda ma, tra le poche persone che incontra, nessuno è in grado di capirla tranne un uomo che, infilatosi in fretta nell'auto, trova nel cruscotto la pistola di Doug e se ne appropria. Si tratta di un pericoloso omicida fuggito dal penitenziario che non ha nessuna intenzione di salvare suo marito e, sotto la minaccia dell'arma, le intima di guidare con disinvoltura mentre lui finge di dormire, in modo da non destare sospetti ai posti di blocco della polizia. Avvicinandosi alla spiaggia, la donna ancora una volta implora al bandito di aiutarla promettendogli la giacca e i documenti di suo marito, visto che indossa ancora la giubba del penitenziario, e l'auto per varcare il confine. Dopo aver inutilmente legato la corda al pilone, il bandito trova finalmente il modo di liberare la gamba di Doug rimasta imprigionata inserendo una tavola di legno al di sotto. 
Intanto le sirene della polizia si avvicinano ma l'auto di Doug ha uno pneumatico a terra: il bandito decide allora di fuggire a piedi e stringe la mano alla donna, che all'arrivo degli agenti dichiarerà di non sapere nulla dell'evaso.